# Григоров Олексій Вікторович
Олексій Вікторович Григоров (нар. 18 серпня 1965, Київ) — український художник-монументаліст; член Спілки художників України з 1995 року. Син художників Віктора та Наталії, брат Федора, чоловік Лесі Григорових, онук скульптора Олексія Олійника та художниці Ніни Волкової.

## З біографії
Народився 18 серпня 1965 року в місті Києві. 1993 року закінчив Українську академію мистецтв, де навчався, зокрема, у Вілена Чеканюка.
Живе у Києві, в будинку на вулиці Курганівській, № 3, квартира № 64.

## Творчість
Працює у жанрах монументального живопису, іконопису. У Києві брав участь у розписах:
- іконостаса в церкві святої Богородиці Пирогощі («Святий Аарон»; 1997);
- церкви святої Покрови на Подолі (надвірні ікони «Покрова», «Архістратиг Михаїл»; 1998);
- дзвіниці Софійського собору (1999);
- Михайлівського Золотоверхого собору («Янгол», «Святий Пантелеймон», «Святий Трифон», «Свята Трійця»; усі — 2000);
- монументального панно «Львів» (зал очікування залізничного вокзалу, 2001);
- ікон «Ісус Христос» та «Богородиця» для іконостаса Андрія Первозваного в Успенському соборі (2004);
- куполу частини церкви Різдва Христового («Успіння Пресвятої Богородиці»; 2004);

Розписав іконостаси і стіни церков Різдва Христового в селі Бобруйках Чернігівської області (2002, у співавторстві) та Богородиці Покрови в селі Карабачині Житомирської області (2003, у співавторстві).
Бере участь у виставках з 1995 року.